# Нью-Тейзвелл (Теннессі)
Нью-Тейзвелл (англ. New Tazewell) — місто (англ. town) в США, в окрузі Клейборн штату Теннессі. Населення — 2769 осіб (2020).

## Географія
Нью-Тейзвелл розташований за координатами 36°26′20″ пн. ш. 83°36′24″ зх. д. / 36.43889° пн. ш. 83.60667° зх. д. (36.438821, -83.606621).  За даними Бюро перепису населення США в 2010 році місто мало площу 13,29 км², уся площа — суходіл.

## Демографія
Згідно з переписом 2010 року, у місті мешкало 3037 осіб у 1232 домогосподарствах у складі 725 родин. Густота населення становила 228 осіб/км².  Було 1454 помешкання (109/км²).
Расовий склад населення:
| - 96,0 % — білих - 1,2 % — чорних або афроамериканців - 0,4 % — азіатів - 0,2 % — корінних американців |

До двох чи більше рас належало 1,9 %. Частка іспаномовних становила 1,3 % від усіх жителів.
За віковим діапазоном населення розподілялося таким чином: 20,9 % — особи молодші 18 років, 61,0 % — особи у віці 18—64 років, 18,1 % — особи у віці 65 років та старші. Медіана віку мешканця становила 41,7 року. На 100 осіб жіночої статі у місті припадало 90,6 чоловіків;  на 100 жінок у віці від 18 років та старших — 87,9 чоловіків також старших 18 років.
Середній дохід на одне домашнє господарство  становив 33 693 долари США (медіана — 20 888), а середній дохід на одну сім'ю — 49 505 доларів (медіана — 34 375). Медіана доходів становила 30 212 долари для чоловіків та 33 800 доларів для жінок. За межею бідності перебувало 41,2 % осіб, у тому числі 58,8 % дітей у віці до 18 років та 27,4 % осіб у віці 65 років та старших.
Цивільне працевлаштоване населення становило 822 особи. Основні галузі зайнятості: виробництво — 21,2 %, освіта, охорона здоров'я та соціальна допомога — 19,2 %, мистецтво, розваги та відпочинок — 17,6 %.